# Европейский маршрут E53
Европейский маршрут Е53 — европейский автомобильный маршрут категории А в Центральной Европе, соединяющий Пльзень (Чехия) и Мюнхен (Германия).

## Города, через которые проходит маршрут
- Чехия

- 27 Пльзень — Клатови — Железна-Руда (граница)

- Германия

- B11 Байериш-Айзенштайн (граница) — Деггендорф
-  Деггендорф — Ландсхут — Фрайзинг — Мюнхен

Е53 связан с маршрутами
| - E49 - E50 - E56 |  | - E45 - E52 |

## Фотографии
- Е53 между городами Ландсхут и Фрайзинг